# Peenestrom
El Peenestrom es un estrecho o un río (dependiendo del criterio), en el estado de Mecklemburgo-Pomerania Occidental, al norte del país europeo de Alemania. Tiene unos 20 kilómetros de largo y es la conexión más occidental de la laguna de Szczecin (junto con  Świna y Dziwna) con el mar Báltico. Por tanto, es también uno de los tres distributarios del río Oder.

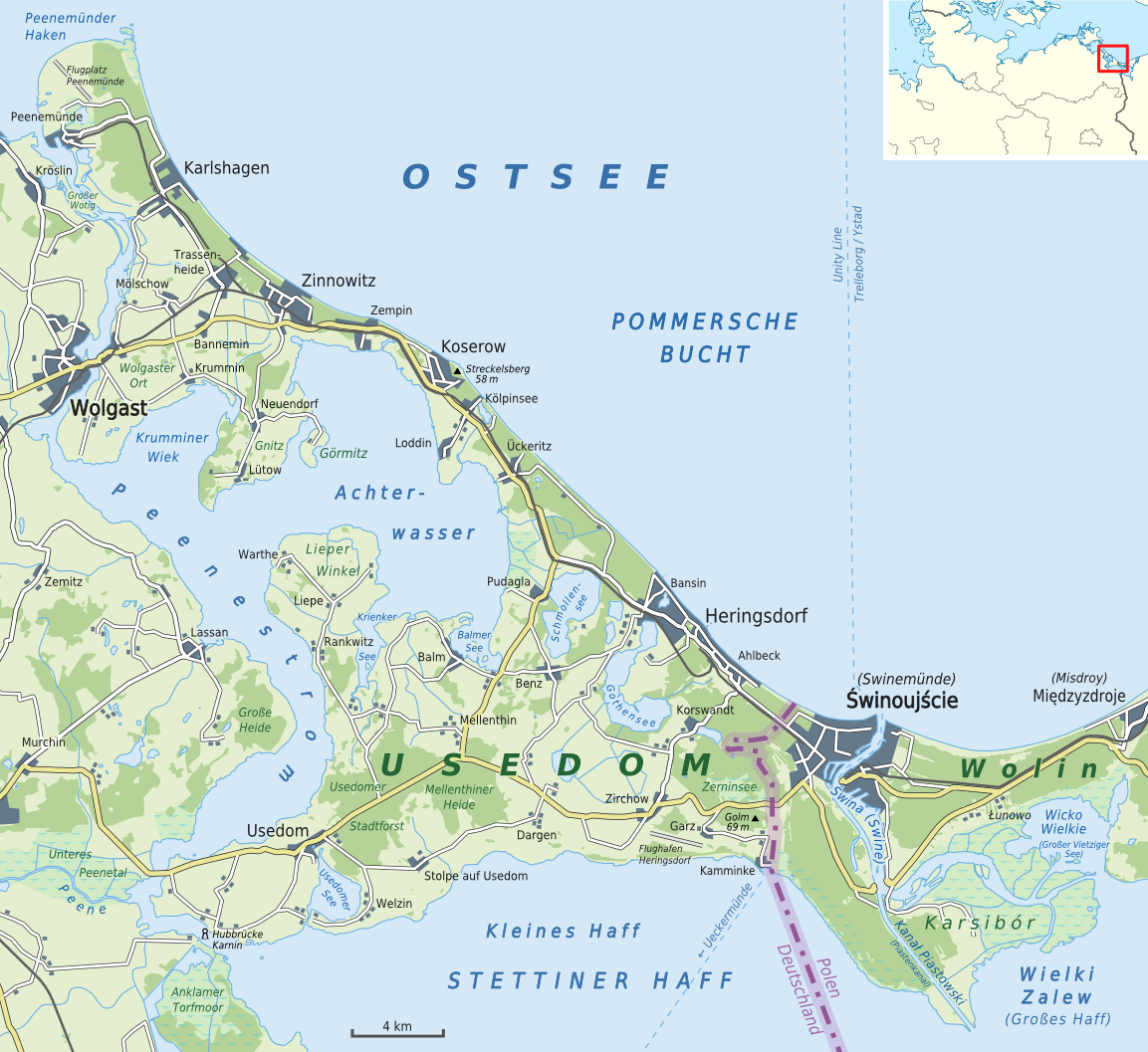